# Dren
Dren (znanstveno ime Cornus) je rod nizkih olesenelih rastlin iz družine drenovk (Cornaceae), ki zrastejo v obliki zelo razvejanega grma ali manjšega drevesa s tankim, močno razpokanim lubjem. V višino zrastejo največ do 5 m. Na Slovenskem raste predvsem na kraških tleh na Primorskem, v Istri, Notranjski in na Dolenjskem. Na Krasu je najpogostejša vrsta rumeni dren (Cornus mas L.), ki razvije pravilne rumene cvetove še preden se zgodaj spomladi razvijejo listi. Jeseni se iz oplojenih cvetov razvijejo podolgovato-eliptični, svetlo rdeči plodovi- drenulje, ki so zelo cenjeni kot dodatek v prehrani in v ljudskem zdravilstvu. Dren je poznan tudi po trdem lesu in dolgoživosti, saj stoletna rastlina ni nobena redkost.

## Varietete drena v svetu
Obstajajo še številne varietete drena v svetu, katere so se razvile v različnih klimatskih področjih in različnih tleh. Takšne so:
- Himalajski dren- Cornus capitata-(nahajališča so v vzhodni Himalaji)
- Hongkonški dren- Cornus honkongensis
- Japonski dren- Cornus kousa
- Kalifornijski dren- Cornus sessilis L.
- Kanadski dren- Cornus canadensis L.
- Kitajski dren- Cornus chinesis
- Rdeči dren- Cornus sanguinea L.
- Švedski dren- Cornus suecica L.
- Tatarski dren- Cornus alba L.